# Kasseler Erklärung
Die Kasseler Erklärung wurde am 1. Juli 1996 vom Hauptvorstand der Deutschen Evangelischen Allianz (DEA) und dem Präsidium des Bundes Freikirchlicher Pfingstgemeinden (BFP) verabschiedet. Einerseits ist sie eine Art Beitrittserklärung des BFP zur DEA und andererseits legt sie die theologischen Rahmenbedingungen fest, unter denen die DEA zur Zusammenarbeit mit Pfingstgemeinden und charismatischen Gemeinden bereit ist.

## Bedeutung
Diese Erklärung ist von grundlegender Bedeutung für die evangelikale Bewegung in Deutschland, die sich seit der Berliner Erklärung (BE) von 1909 in zwei Lager teilt. Pfingstlich-charismatische Evangelikale auf der einen Seite und Allianzevangelikale auf der anderen Seite. Diese starke Trennung der DEA von der pfingstlich-charismatischen Bewegung war eine deutsche Sondersituation innerhalb der weltweit organisierten Evangelischen Allianz. Da die pfingstlich-charismatische Theologie und Frömmigkeit innerhalb des Deutschen Zweigs der Evangelischen Allianz stark abgelehnt und meistens dämonisiert wurde, löste die Kasseler Erklärung entsprechend starke Reaktionen innerhalb der Allianz aus.

## Inhalt der Kasseler Erklärung
Die Erklärung beginnt unter 1. mit der Anerkennung der Glaubensgrundlagen der DEA durch den BFP und einer Erklärung, sich in der Allianzarbeit an die Frömmigkeitsformen und Lehren der DEA anzupassen.
Unter 2. wird eine kurze gemeinsame Pneumatologie (Lehre vom Heiligen Geist) von DEA und BFP entwickelt, in der sich die Unterzeichner zum vielfältigen Wirken des Heiligen Geistes bekennen, den verantwortlichen Umgang mit den Gaben beschreiben und sich von einer „Stufenlehre“ des Heils abgrenzen.
Unter 3. stimmen DEA und BFP darin überein, dass „spektakuläre Erscheinungen“, die zur Verunsicherung, Verwirrung und Spaltung beigetragen haben – so z. B. das „Ruhen im Geist“, „Lachen im Geist“, die Austreibung sogenannter „territorialer Geister“ usw. – insbesondere im Zusammenhang von Veranstaltungen, Projekten usw., die im Rahmen und in der Verantwortung der Evangelischen Allianz durchgeführt werden, um des gemeinsamen Auftrags in der Evangelischen Allianz willen, keinen Raum finden sollen.

## Mitwirkende
Aus der Deutschen Evangelischen Allianz e.V.; Stuttgart am 1. Juli 1996: Rolf Hille (1. Vorsitzender), Peter Strauch (2. Vorsitzender), Hartmut Steeb (Generalsekretär), Christoph Morgner (Präses des Evangelischen Gnadauer Gemeinschaftsverbandes)
Aus dem BFP; Erzhausen am 1. Juli 1996: Ingolf Ellßel (Präses), Gottlob Ling (Stellvertreter Präses a. A.), Gerhard Oertel (Bundessekretär), Richard Krüger (Direktor des Theologischen Seminars Beröa)

## Hintergrund
Der historische Hintergrund dieser Erklärung ist die Berliner Erklärung von 1909. Darin wurden pfingstliche Auswüchse mit den Worten „von unten“ beschrieben. Diese Worte drückten aus, dass diese nicht als Wirkung vom Heiligen Geist gesehen werden konnten.
Diese Berliner Erklärung bewirkte eine jahrzehntelange Distanz zwischen evangelikalen und pfingstlerischen Christen in Deutschland. Eine Wende brachte die Erklärung der Evangelischen Allianz Deutschland sowie die des Bundes Freikirchlicher Pfingstgemeinden aus dem Jahre 1996. Mit diesen Aussagen wurde die Berliner Erklärung nicht ausdrücklich, sondern de facto widerrufen.
Dass es 1996 doch noch zu einer tatsächlichen Annäherung kam, liegt daran, dass der Einfluss der pfingstlich-charismatischen Bewegung trotz des Ausschlusses aus der Allianz in Deutschland weiter gewachsen ist und sie ein wichtiger Teil der evangelikalen Gemeindelandschaft in Deutschland geworden ist. Angesichts der zunehmenden Säkularisierung Deutschlands ist sie ein wichtiger Bündnispartner in ihrem gemeinsamen Anliegen, Deutschland zu evangelisieren. Dazu kommt das zunehmende Wachstum und der zunehmende Einfluss der weltweiten pfingstlich-charismatischen evangelikalen Bewegung, der sich auch innerhalb der weltweiten Evangelischen Allianz bemerkbar macht.
Besonders strittig war der Punkt 3: „Wir bedauern, daß spektakuläre Erscheinungen, wie z. B. das ‚Ruhen im Geist‘, ‚Lachen im Geist‘, die Austreibung sogenannter ‚territorialer Geister‘ usw. zur Verunsicherung, Verwirrung und zu Spaltungen in der Gemeinde Jesu geführt haben. Ungeachtet der unterschiedlichen Bewertungen im Einzelnen sind wir uns einig, dass, um des gemeinsamen Auftrags in der Evangelischen Allianz willen, insbesondere im Zusammenhang von Veranstaltungen, Projekten usw., die im Rahmen und in der Verantwortung der Evangelischen Allianz durchgeführt werden, solche umstrittene Inhalte keinen Raum finden.“
Als aktuellen Hintergrund für die Diskussion über die „spektakulären Erscheinungen“ muss man sowohl die schon in der Berliner Erklärung formulierte Kritik sehen, als auch eine Reaktion auf den sich seit 1994 in pfingstlich-charismatischen Kreisen ausbreitenden Torontosegen, die „Pensacola-Erweckung“, die Lehren von Peter C. Wagner, den Dienst von Rodney Howard Browne usw. Es gab längere Listen von Lehren und Praktiken der neueren charismatischen Bewegung, die Gegenstand der Vorgespräche zur Aufnahme des BFP waren.
Die „spektakulären Erscheinungen“ wurden letztlich nicht abgelehnt. Man einigte sich stattdessen nur, um der Einheit des Leibes Christi willen, diese umstrittenen Inhalte bei gemeinsamen Projekten nicht auszuüben.

## Verhältnis zur Berliner Erklärung
Die Aussagen der Berliner Erklärung, mit der führende Evangelikale 1909 die damals noch recht junge Pfingstbewegung als „von unten“ verurteilten, sollen nach den Aussagen der Verantwortlichen der Allianz durch die Kasseler Erklärung nicht in Frage gestellt werden. Trotz einiger Veröffentlichungen des BFP, die suggerieren, die Berliner Erklärung sei revidiert worden, bleibt sie doch nicht nur formal in Kraft, sondern sie stellt nach den Aussagen der Verantwortlichen Leiter der Allianz ein verbindliches Votum der Väter zu den Anfängen der Pfingstbewegung dar, das nicht zurückgenommen wird. Allerdings musste aus ihrer Sicht dieses Votum für unsere Zeit aktualisiert werden, da viele Pfingstgemeinden von der damaligen Dämonisierung aus ihrer heutigen Sicht nicht mehr so pauschal getroffen werden. Die Kasseler Erklärung soll deshalb einen Weg für solche Pfingstgemeinden und charismatischen Gemeinden in die Allianzarbeit eröffnen, die sich in ihrer Theologie und Praxis deutlich von den in der Berliner Erklärung kritisierten Anfängen der Pfingstbewegung unterscheiden.

## Reaktionen auf die Kasseler Erklärung
Auf der Allianzseite gab es vorsichtige Zustimmung, aber auch wütende Proteste, denn ein wichtiger Teil der Identität der DEA war die Abgrenzung von den Pfingstlern und Charismatikern. Die Aufnahme des BFP und anderer charismatischer Gemeinden wurde deshalb vom vielen als inhaltlicher Dammbruch verstanden. Viele Gegner der Pfingstbewegung sind daher nach dieser Erklärung aus der DEA ausgetreten und versuchen sich neu zu organisieren.
Auf der anderen Seite wurde die Kasseler Erklärung innerhalb des BFP und bei vielen charismatischen Gemeinden als Identitätsverlust und Abfall von den pfingstlichen Anfängen kritisiert.
Dennoch wurde die Erklärung beim BFP als Dammbruch und Jahrhundertereignis gefeiert, da nach fast einem Jahrhundert der Kritik und Dämonisierung nun eine gemeinsame Arbeit möglich ist.